# Philippe Delerm
Philippe Delerm (Auvers-sur-Oise, 27 novembre 1950) è uno scrittore francese, autore dell'extrême contemporain.

## Biografia
Figlio di insegnanti, Philippe Delerm si è laureato in lettere alla facoltà di Nanterre prima di diventare insegnante a sua volta. Nel 1975 si è sposato e si è trasferito a Beaumont-le-Roger, nel dipartimento dell'Eure, e insegna lettere al Collège Marie-Curie di Bernay (Eure). Ora ha un figlio. 
Ha iniziato a inviare i suoi primi manoscritti alle case editrici nel 1976. Nel 1983 La Cinquième saison iniziò a suscitare qualche interesse, e nel 1990, con Autunno (Autumn), vince il Prix Alain-Fournier. È però la sua raccolta di poemi in prosa, La prima sorsata di birra e altri piccoli piaceri della vita (La Première gorgée de bière et autres plaisirs minuscules), che lo fa conoscere al grande pubblico nel 1997 facendogli vincere in Francia il premio Grandgousier. In seguito ha pubblicato numerose altre opere: romanzi come Aveva piovuto tutta la domenica (Il avait plu tout le dimanche, 2000), L'ospite inatteso (La Sieste assassinée, 2001), e Enregistrements pirates (2004); novelle come L'Envol (1995); e saggi come Les Chemins nous inventent (1999). Ha inoltre pubblicato dei libri per l'infanzia.
Nel 2005 è uscito un saggio dedicato a lui: Philippe Delerm et le minimalisme positif, di Rémi Bertrand (Éditions du Rocher). Nel 2007 ha terminato la sua carriera di professore per dedicarsi completamente al suo lavoro di scrittore. Da settembre 2006 dirige la collezione "Le goût des mots" (éditions Points/Seuil) dedicata alla lingua francese.
Appassionato di sport, e in modo particolare di atletica, ha collaborato con il giornale L'Équipe con un pezzo quotidiano su una disciplina di atletica per le olimpiadi di Atene nel 2004. Nell'agosto 2008 è stato invitato da France Télévisions a commentare le gare di atletica ai giochi di Pechino.

## Opere
Sono tradotte ed edite in Italia le seguenti opere dell'autore:  
La prima sorsata di birra e altri piccoli piaceri della vita, Frassinelli 1998
Il regno perduto - Si chiamava Marina, Mondadori 1998
Un cesto di frutta e altre piccole dolcezze, Frassinelli 1999
Che bello - Fare i compiti sul tavolo da cucina e altri minuscoli piaceri, Salani 1999
La maledizione del museo (Il Battello a Vapore - La Banda Nera) Piemme 1999
Il fantasma dell'abbazia (Il Battello a Vapore - La Banda Nera) Piemme 1999
Il portico, Frassinelli 2000
Che bello - Giocare a flipper, passare la frontiera, andare al luna park e altri piccoli piaceri di quando eravamo piccoli, TEA 2001
Il portafortuna della felicità, Frassinelli 2001
L'ospite inatteso ovvero I piaceri imprevisti della vita quotidiana, Frassinelli 2001
Aveva piovuto tutta la domenica, Frassinelli 2002
Autunno, Frassinelli 2002
Che bello che bello - Parlare sotto le stelle e altre impercettibili gioie, Salani 2002
Innamorati a Parigi, Frassinelli 2002
Mister Mouse o La metafisica della tana, Frassinelli 2003
Il sommelier del tempo, Frassinelli 2003
Una passeggiata al parco, Frassinelli 2004
La stagione azzurra, Frassinelli 2005
Pagine e cioccolato, Frassinelli 2006
Venezia in un istante, Frassinelli 2007
Il sapore delle fragole, Frassinelli 2008
La parte migliore del giorno, Frassinelli 2010
Il piccolo libro degli istanti perfetti, Frassinelli 2011
Un tango sulla Senna e altre piccole gioie di questo mondo, Sperling & Kupfer 2016